# ديسكوغرافيا فرانك أوشن
لقد أصدر المغني الأمريكيُّ فرانك أوشن (بالإنجليزية: Frank Ocean) ألبومَي إستُديو اثنين، وشريط منوعات واحدًا، وألبومًا مرئيًّا واحدًا، و21 أغنيَّةً منفردةً (مما يشمل خمس ظهورات على أغانٍ منفردةٍ لفنانٍ آخر)، وثمانية مقاطع موسيقى مصورة.
في عام 2009، سجل أوشن عقد كتابة أغانٍ مع شركة تسجيلات ديف جام، وانظم لاحقًا إلى فرقة الراب أود فيوتشر، ظاهرًا على العديد من أغاني الفرقة، مما يشمل الأغنية الفردية لقائد الفرقة تايلر، ذا كرييتور، «شي» (هي). في فبراير 2011، أطلق أوشن أوَّلَ مشروعٍ رسمي له، شريطَ منوعاتِهِ الأول نوستالجا، ألترا، والذي أنتج من أجله أغنيتين فرديتين: «نوڤاكين» (نوفوكائين)، التي تمكنت من الوصول إلى المرتبة 82 على قائمة البيلبورد هوت 100، و«سويم غود» (أسبح جيدًا). ظهر أوشن أيضًا كضيف على أغنيتين من الألبوم التعاوني لكاني ويست وجاي-زي ووتش ذا ثرون، بما فيهما الأغنية المنفردة «نو تشرش إن ذا وايلد»، والتي وصلت إلى المرتبة 72 على قائمة الهوت 100. كتب أوشن أيضًا أغانٍ للعديد من الفنانين في تلك الفترة، مثل براندي نوروود، وجون ليجند، وبيونسيه، وبردجت كيلي، وجاستن بيبر.
بدأ أوشن في كتابة الأغاني لألبومه الأستُديو الأول في فبراير 2011 مع مؤلف الأغاني والمنتج مايلاي، صديقه وشريكه الإبداعي منذ بدايتهما في الموسيقى كمؤلفي أغانٍ. تم إصدار الألبوم تحت مسمى تشانل أورنج في 10 يوليو 2012. عند إصداره، تلقى الألبوم إشادة عالمية من نقاد الموسيقى حول العالم، والذين امتدحوا الألبوم لمحتواه الغنائي الجريء. وصل الألبوم للمرتبة الثانية على قائمة ألبومات الولايات المتحدة (البيلبورد 200)، وألبومات المملكة المتحدة كذلك. أصبح أيضًا أولَ ألبومٍ في التاريخ يتم رصده ضمن أول 20 مركز لألبومات المملكة المتحدة استنادًا إلى مبيعاته الرقمية فقط. أصدر أوشن خمس أغانٍ فردية من الألبوم: «ثنكن باوت يو» (أفكر بك)، «براميدز» (أهرامات)، «سويت لايف» (حياة حلوة)، «لوست» (تائهة)، و«سوبر ريتش كيدز» (أطفال فاحشي الثراء). بلغت «ثنكن باوت يو» ذروتَها في المركز الثاني والثلاثين على الهوت 100، كما اشتهرت «لوست» في نيوزيلندا، والدنمارك، وأستراليا.
بعد غياب دام أربع سنوات، عاد أوشنُ بإصدار ألبومه المرئي إندلِس (لانهائي)، والذي كان آخر ألبوم له مع ديف جام، في 19 أغسطس 2016. ثم وفي وقت وجيز دام أقل من يوم تبعه إصدار الفيديو الموسيقي للأغنية «نايكيز» (أحذية نايك)، والتي أصبحت الأغنية المنفردة الوحيدة من بلوند (شقراء)، ثاني ألبوم إستُديو له، مصدرًا إياه بعد يوم واحد يوم 20 أغسطس 2016. إندلس هو ألبوم مدته 45 دقيقة ودُمجت الموسيقى فيه مع مقطع فيديو مكرر لانهائي لأوشن وهو يبني درجًا حلزونيًا.

## ألبومات

### ألبومات إستديو
| العنوان     | تفاصيل الألبوم | المركز على قوائم المبيعات | المركز على قوائم المبيعات | المركز على قوائم المبيعات | المركز على قوائم المبيعات | المركز على قوائم المبيعات | المركز على قوائم المبيعات | المركز على قوائم المبيعات | المركز على قوائم المبيعات | المركز على قوائم المبيعات | المبيعات المادية                                       | الشهادات |
| العنوان     | تفاصيل الألبوم | الولايات المتحدة          | أستراليا                  | كندا                      | الدنمارك                  | أيرلندا                   | هولندا                    | النرويج                   | نيوزيلندا                 | المملكة المتحدة           | المبيعات المادية                                       | الشهادات |
| ----------- | --- | ------------------------- | ------------------------- | ------------------------- | ------------------------- | ------------------------- | ------------------------- | ------------------------- | ------------------------- | ------------------------- | ------------------------------------------------------ | --- |
| تشانل أورنج | - تاريخ الإصدار: 10 يوليو 2012 - شركة الإنتاج: تسجيلات ديف جام - الصيغ: قرص مدمج، التحميل الرقمي                               | 2                         | 9                         | 3                         | 2                         | 14                        | 13                        | 1                         | 14                        | 2                         | - الولايات المتحدة: 686,000 - المملكة المتحدة: 210,000 | - الولايات المتحدة: ذهبي - أستراليا: بلاتينيوم - المملكة المتحدة: بلاتينيوم - الدنمارك: 3 بلاتينيوم - كندا: ذهبي |
| بلوند       | - تاريخ الإصدار: 20 أغسطس 2016 - شركة الإنتاج: بويز دونت كراي - الصيغ: الشريط المدمج، التحميل الرقمي، سجل الفينيل، البث الرقمي | 1                         | 1                         | 2                         | 1                         | 2                         | 2                         | 1                         | 1                         | 1                         | - الولايات المتحدة: 348,000                            | - الولايات المتحدة: بلاتينيوم - المملكة المتحدة: بلاتينيوم - الدنمارك: 2 بلاتينيوم                               |

### الأشرطة المنوعة
| العنوان         | تفاصيل الشريط                                                         |
| --------------- | --------------------------------------------------------------------- |
| نوستالجا، ألترا | - تاريخ الإصدار: 16 فبراير 2011 - الصيغ: القرص المدمج، التحميل الرقمي |

### الألبومات المرئية
| العنوان | تفاصيل الألبوم |
| ------- | --- |
| إندلِس   | - تاريخ الإصدار: 19 أغسطس 2016 - شركة الإنتاج: تسجيلات ديف جام، ثرِش برُدوس - الصيغ: شريط مدمج/دي في دي، فينيل، في إتش إس، البث الرقمي |

## أغانٍ منفردة

### كالفنان الرئيسي
| العنوان                                                                     | السنة | المركز على قوائم المبيعات | المركز على قوائم المبيعات | المركز على قوائم المبيعات | المركز على قوائم المبيعات | المركز على قوائم المبيعات | المركز على قوائم المبيعات | المركز على قوائم المبيعات | الشهادات | الألبوم           |
| العنوان                                                                     | السنة | الولايات المتحدة          | أستراليا                  | بلجيكيا (فلاندر)          | كندا                      | الدنمارك                  | نيوزيلندا                 | المملكة المتحدة           | الشهادات | الألبوم           |
| --------------------------------------------------------------------------- | ----- | ------------------------- | ------------------------- | ------------------------- | ------------------------- | ------------------------- | ------------------------- | ------------------------- | --- | ----------------- |
| "نوڤاكين"                                                                   | 2011  | 82                        | —                         | —                         | —                         | —                         | —                         | —                         | - الولايات المتحدة: بلاتينيوم - الدنمارك: ذهبي - المملكة المتحدة: فضي                                                   | نوستالجا، ألترا   |
| "سويم غود"                                                                  | 2011  | —                         | —                         | 89                        | —                         | —                         | —                         | —                         | - المملكة المتحدة: ذهبي                                                                                                 | نوستالجا، ألترا   |
| "ثنكن باوت يو"                                                              | 2012  | 32                        | —                         | —                         | —                         | 33                        | 30                        | 94                        | - الولايات المتحدة: بلاتينيوم - المملكة المتحدة: بلاتينيوم - كندا: ذهبي                                                 | تشانل أورنج       |
| "بيراميدز"                                                                  | 2012  | —                         | —                         | 74                        | —                         | —                         | —                         | 112                       | - الولايات المتحدة: ذهبي                                                                                                | تشانل أورنج       |
| "سويت لايف"                                                                 | 2012  | —                         | —                         | —                         | —                         | —                         | —                         | —                         | | تشانل أورنج       |
| "لوست"                                                                      | 2012  | —                         | 46                        | 63                        | —                         | 14                        | 5                         | 53                        | - الولايات المتحدة: ذهبي - أستراليا: 6 بلاتينيوم - المملكة المتحدة: بلاتينيوم - الدنمارك: ذهبي - نيوزيلندا: 4 بلاتينيوم | تشانل أورنج       |
| "سوبر ريتش كيدز" (مع إيرل سويتشيرت)                                         | 2013  | —                         | —                         | —                         | —                         | —                         | —                         | 145                       | - الولايات المتحدة: ذهبي - المملكة المتحدة: فضي - الدنمارك: ذهبي                                                        | تشانل أورنج       |
| "نايكيز"                                                                    | 2016  | 79                        | —                         | —                         | 77                        | —                         | —                         | 93                        | - المملكة المتحدة: فضي                                                                                                  | بلوند             |
| "شانيل"                                                                     | 2017  | 72                        | —                         | —                         | 65                        | —                         | —                         | 80                        | - الولايات المتحدة: بلاتينيوم - المملكة المتحدة: ذهبي - الدنمارك: ذهبي                                                  | لا تظهر على ألبوم |
| "بايكِنغ" (مع جاي-زي تايلر، ذا كرييتور)                                      | 2017  | —                         | —                         | —                         | —                         | —                         | —                         | —                         | | لا تظهر على ألبوم |
| "لِنز"                                                                       | 2017  | —                         | —                         | —                         | —                         | —                         | —                         | —                         | | لا تظهر على ألبوم |
| "بايكِنغ (النسخة الفردية)"                                                   | 2017  | —                         | —                         | —                         | —                         | —                         | —                         | —                         | | لا تظهر على ألبوم |
| "بروڤايدر"                                                                  | 2017  | —                         | —                         | —                         | —                         | —                         | —                         | —                         | | لا تظهر على ألبوم |
| "مون رِڤَر"                                                                   | 2018  | —                         | —                         | —                         | —                         | —                         | —                         | —                         | | لا تظهر على ألبوم |
| "دي إتش إل"                                                                 | 2019  | 98                        | —                         | —                         | 99                        | —                         | —                         | 67                        | | لا تظهر على ألبوم |
| "إن ماي روم"                                                                | 2019  | 85                        | —                         | —                         | 70                        | —                         | —                         | 72                        | - المملكة المتحدة: فضي                                                                                                  | لا تظهر على ألبوم |
| "دير أبريل"                                                                 | 2020  | —                         | —                         | —                         | —                         | —                         | —                         | —                         | | لا تظهر على ألبوم |
| "كايندو"                                                                    | 2020  | —                         | —                         | —                         | —                         | —                         | —                         | —                         | | لا تظهر على ألبوم |
| "—" تشير إلى أن أغنية لم تظهر على اللائحة أو لم يتم إصدارها في تلك المنطقة. |       |                           |                           |                           |                           |                           |                           |                           | |                   |

### كفنان ضيف
| العنوان                                                                     | السنة | المركز على قوائم المبيعات | المركز على قوائم المبيعات | المركز على قوائم المبيعات | المركز على قوائم المبيعات | المركز على قوائم المبيعات | المركز على قوائم المبيعات | المركز على قوائم المبيعات | المركز على قوائم المبيعات | الشهادات | الألبوم                 |
| العنوان                                                                     | السنة | الولايات المتحدة          | أستراليا                  | بلجيكيا (فلاندر)          | كندا                      | فرنسا                     | إيطالية                   | نيوزيلندا                 | المملكة المتحدة           | الشهادات | الألبوم                 |
| --------------------------------------------------------------------------- | ----- | ------------------------- | ------------------------- | ------------------------- | ------------------------- | ------------------------- | ------------------------- | ------------------------- | ------------------------- | --- | ----------------------- |
| "شي" (تايلر، ذا كرييتور)                                                    | 2011  | —                         | —                         | —                         | —                         | —                         | —                         | —                         | —                         | | غوبلِن                   |
| "نو ترتش إن ذا وايلد" (جاي-زي وكاني ويست)                                   | 2012  | 72                        | —                         | 40                        | 92                        | 181                       | 52                        | —                         | 37                        | - الولايات المتحدة: بلاتينيوم - المملكة المتحدة: بلاتينيوم - إيطاليا: ذهبي                                                                         | ووتش ذا ثرون            |
| "سلايد" (كالڤِن هارِس والميغوس)                                               | 2017  | 25                        | 11                        | 10                        | 16                        | 15                        | 34                        | 8                         | 10                        | - الولايات المتحدة: 4 بلاتينوم - أستراليا: 3 بلاتينيوم - بلجيكيا: ذهبي - المملكة المتحدة: ذهبي - إيطاليا: بلاتينيوم - نيوزلندا: ذهبي - فرنسا: ذهبي | فَنك واڤ باونسِز ڤوليوم 1 |
| "راف" (آساب موب، آيساب روكي، بلايبوي كارتي، كويڤو، وليل أوزي فيرت)          | 2017  | —                         | —                         | —                         | 82                        | —                         | —                         | —                         | —                         | - الولايات المتحدة: بلاتينيوم | كوزي تايبز ڤوليوم 2     |
| "911/مستر لونلي" (تايلر، ذا كرييوتر وستيڤ ليسي)                             | 2017  | —                         | —                         | —                         | —                         | —                         | —                         | —                         | —                         | - أستراليا: ذهبي | فلاور بوي               |
| "—" تشير إلى أن أغنية لم تظهر على اللائحة أو لم يتم إصدارها في تلك المنطقة. |       |                           |                           |                           |                           |                           |                           |                           |                           | |                         |

## أغانٍ ألَّفها
| العنوان                 | العنوان الأصلي            | السنة | الفنان           | الألبوم          |
| ----------------------- | ------------------------- | ----- | ---------------- | ---------------- |
| "بسرعة"                 | "Quickly"                 | 2008  | جون لجند، براندي | إِڤولڤَر           |
| "الأول والحب"           | "1st & Love"              | 2008  | براندي           | هيومان           |
| "قلادة (محبوس في الحب)" | "Locket (Locked in Love)" | 2008  | براندي           | هيومان           |
| "أكبر"                  | "Bigger"                  | 2009  | جاستن بيبر       | ماي وورلد إي بي  |
| "هي لا تأبه"            | "She DGAF"                | 2011  | ذا إنترنت        | بيربل نيكد ليديز |
| "أنا أفتقدك"            | "I Miss You"              | 2011  | بيونسيه          | 4                |
| "صور"                   | "Pictures"                | 2012  | كونَر ماينارد     | كُنتراست          |
| "خائف من الجميل"        | "Scared of Beautiful"     | 2012  | براندي           | تو إلَڤِن          |
| "شيء واحد"              | "One Thing"               | 2012  | أليشيا كيز       | غيرل أُن فاير     |
| "قلبي الراغب"           | "My Willing Heart"        | 2016  | جيمس بليك        | ذا كَلَر إن أنيثِنغ |
| "دائمًا"                 | "Always"                  | 2016  | جيمس بليك        | ذا كَلَر إن أنيثِنغ |